# Nino Ferrer (album)
Pour les articles homonymes, voir Agata.
Albums de Nino Ferrer
Les Petites Filles de bonne famille
(1967) Rats and Rolls
(1970)
Nino Ferrer est le troisième album de Nino Ferrer, paru en 1969 sur le label Riviera (réf. 5211 123). Sorti à l'origine sans titre, il est identifié parfois par Agata, le titre de la première chanson, pour le distinguer de l'album précédent, également sans titre.

## Chansons
| 1. | Agata                      |  |
| 2. | La Rua Madureira           |  |
| 3. | Le Show-boat de nos amours |  |
| 4. | Mamadou Mémé               |  |
| 5. | Oerythia                   |  |
| 6. | Les Hommes à tout faire    |  |

| 1. | Justine                  |  |
| 2. | Les Yeux de Laurence     |  |
| 3. | Un premier jour sans toi |  |
| 4. | Tchouk-ou-tchouk         |  |
| 5. | Non te capisco più       |  |
| 6. | Je vends des robes       |  |

## Personnel
Nino Ferrer : Chant, Basse
Richard Bennett : Batterie
Bernard Estardy : Orgue, Piano
Manu Dibango : Orgue, saxophone